# Jean-Pierre Grin
Pour les articles homonymes, voir Grin.
Jean-Pierre Grin, né le 16 mars 1947 à Valeyres-sous-Rances (originaire de Belmont-sur-Yverdon) est une personnalité politique suisse, membre de l'UDC. Il est député du canton de Vaud au Conseil national de décembre 2007 à décembre 2023.

## Biographie
Jean-Pierre Grin, connu également sous son nom d'alliance Jean-Pierre Grin-Hofmann,,, naît le 16 mars 1947 à Valeyres-sous-Rances, entre Orbe et Yverdon. Il est originaire d'une autre commune du même district, Belmont-sur-Yverdon.
Après avoir suivi l'École d'agriculture de Marcelin de 1964 à 1966, il reprend le domaine familial à Pomy à l'âge de 21 ans. Il obtient sa maîtrise fédérale en 1974.
Il est marié depuis le 11 avril 1970 à Évelyne Grin, née Hofmann, avec qui il a quatre enfants, deux garçons, nés en 1971 et 1974, et deux filles, nées en 1983 et 1984. Le cadet meurt tragiquement à l'âge de six ans lors d'un accident avec une machine agricole.
Le 2 juin 2014, il est condamné à 30 jours-amende à 200 francs avec un sursis de deux ans pour homicide par négligence à la suite d'une collision avec une voiture qu'il cause avec son tracteur,,.

### Parcours politique
Il entre au Conseil général (législatif) de Pomy en avril 1967, puis à sa Municipalité (exécutif) en 1974. Il est syndic de la commune de 1994 à 2011,.
Il entre au Grand Conseil du canton de Vaud en 1998, où il devient chef du groupe UDC. Il y siège jusqu'en 2007,.
Il est élu au Conseil national en 2007 et réélu à trois reprises, en 2011, 2015 et 2019. Il y est membre de la Commission des finances (CdF) et, de 2012 à 2015, de la Commission de la science, de l'éducation et de la culture (CSEC). Il est également membre de la Délégation auprès de l'Assemblée parlementaire de la francophonie, d'abord comme suppléant de 2012 à 2015. Il en est le président de 2018 à 2019.
Doyen du Conseil national, il annonce en 2021 qu'il prendra sa retraite politique en 2023.

### Positionnement politique
Il est qualifié de très humain, avec une fibre sociale, tout en défendant une ligne dure en matière de finances. En 2021, l'Aargauer Zeitung le classe parmi les « bâtisseurs de ponts ».
Il s'est notamment distingué en défendant l'autosuffisance alimentaire.